# David Beckham Soccer
David Beckham Soccer è un videogioco di calcio per PlayStation, PlayStation 2, Xbox, Game Boy Color e Game Boy Advance. Le versioni per PlayStation, PlayStation 2 e Xbox sono state sviluppate e pubblicate da Rage Software, mentre le versioni per Game Boy Color e Game Boy Advance sono state sviluppate da Majesco Entertainment e Yoyo Entertainment.

## Accoglienza
IGN ha assegnato alla versione per Game Boy Advance del gioco una valutazione negativa, dandogli un voto di 2.2 su 10, criticando il gameplay affermando che "L'intelligenza artificiale non fornisce alcuna sfida, i controlli non forniscono alcuna profondità, e il gameplay non fornisce alcun divertimento" e il suono dicendo che il gioco fosse "stranamente silenzioso".